# 能瀨站
能瀨站（日语：／ Nose eki */?）是位於石川縣河北郡津幡町字能瀬八（ハ）109番，西日本旅客鐵道（JR西日本）的七尾線車站。

## 歷史
- 1960年（昭和35年）2月10日 - 日本國有鐵道（國鐵）七尾線本津幡站至宇野氣站之間開設此站[1]（為旅客車站）。
- 1972年（昭和47年）3月15日 - 成為無人車站。
- 1987年（昭和62年）4月1日 - 伴隨國鐵分割民營化，車站由西日本旅客鐵道（JR西日本）營運。

## 車站構造
車站是一座地面車站，設有1面1線的單式月台。往七尾方向的列車會開啟右邊車門。
此站是由七尾鐵道部管理的無人車站。車站大樓位於月台上近七尾一方，大樓內設有自動售票機。

## 車站周邊
- 國道159號（日语：国道159号）[1]（津幡繞道（日语：津幡バイパス））
- 英田郵局
- 津幡町立英田小學
- 森林公園

## 使用狀況
根據「津幡町統計書」，以下列出近年1日平均乘車人次：
| 年度   | 1日平均 乘車人次 |
| ------ | ---------------- |
| 2001年 | 315              |
| 2002年 | 312              |
| 2003年 | 329              |
| 2004年 | 328              |
| 2005年 | 332              |
| 2006年 | 342              |
| 2007年 | 331              |
| 2008年 | 349              |
| 2009年 | 309              |
| 2010年 | 316              |
| 2011年 | 318              |
| 2012年 | 315              |
| 2013年 | 323              |
| 2014年 | 292              |
| 2015年 | 326              |
| 2016年 | 312              |
| 2017年 | 307              |
| 2018年 | 303              |

## 相鄰車站
西日本旅客鐵道
■七尾線
本津幡－能瀨－宇野氣

## 註腳
1. 1 2 3 4 5 6 7 8 9  . 週刊朝日百科. 43号 富山駅・高岡駅・和倉温泉駅ほか. 朝日新聞出版. 2013-06-16: 25 （日语）.

## 外部連結
- 能瀨｜車站資訊：JR出門網 - 西日本旅客鐵道（日語）